# Rafael Paz Familia
Rafael Ramón Paz Familia (n. Nueva York, Nueva York; 7 de julio de 1983) es un abogado y político dominicano. Fue designado como Director Ejecutivo del Consejo Nacional de Competitividad de la República Dominicana por el presidente Danilo Medina Sánchez el 12 de mayo de 2017.

## Biografía
Nació el 7 de julio de 1983 en el condado de Nueva York, en el estado de Nueva York en los Estados Unidos, estudió la carrera de Licenciado en Derecho en la Universidad Iberoamericana (UNIBE) y posteriormente obtuvo el título de Máster en Gobernabilidad y Gestión Pública por el Instituto Universitario de Investigación Ortega y Gasset de España. Cuenta también con estudios de comunicación política por la Universidad George Washington, de gerencia de organizaciones empresariales por el Instituto Centroamericano de Administración de Empresas y la Barna Business School. Es miembro del Alumni Global Shapers Community del Foro Económico Mundial.
Es hijo de Rafael Antonio Paz Cordones y Violeta del Rosario Familia Cabral. Con menos de un año de edad fue separado de sus padres y criado por sus abuelos en Monte Plata.

## Vida profesional
Fue el primer secretario de la Escuela Nacional de Formación Electoral y del Estado Civil (EFEC) de la Junta Central Electoral, posteriormente se desempeñó como  abogado para Asuntos Públicos de la Dirección de Políticas Públicas de la Suprema Corte de Justicia. Desde el 2007 es miembro del claustro de profesores de la Facultad de Derecho de la Universidad Nacional Pedro Henríquez Ureña. Fue asesor bicameral del Congreso de la República Dominicana para puntos constitucionales y de la reforma constitucional de 2010.
Fungió como vicepresidente ejecutivo del Consejo Nacional de la Empresa Privada, donde además se desempeñó como Director Ejecutivo y Director Técnico. Ha sido miembro del Consejo Nacional de Seguridad Social, del Consejo de Directores del Fondo Patrimonial de las Empresas Reformadas, de la Comisión Ejecutiva del Consejo Económico y Social, del Consejo del Centro de Exportación e Inversión de la República Dominicana, de la Comisión Nacional de Empleo del Ministerio de Trabajo. De igual modo se desempleo como coordinador del Comité de Transporte del CONEP y secretario del Consejo Económico Binacional Quisqueya.
En mayo de 2017, el presidente Danilo Medina lo nombró Director del Consejo Nacional de Competitividad. En 2019, la Asociación Dominicana de Exportadores (ADOEXPO) lo galardonó con el Premio a la Excelencia Exportadora en la categoría “Excelencia en el Servicio al Sector Exportador” renglón Sector Público.
En mayo de 2022, Paz renuncia al Partido de la Liberación Dominicana (PLD) para formar parte de la Fuerza del Pueblo.

## Candidato al Senado
En el 2019 inscribió su candidatura a senador del Distrito Nacional por el Partido de la Liberación Dominicana. Ganó las primarias abiertas del 6 de octubre con el 29.3% de los votos; sus contendientes fueron Roberto Salcedo con el 25.2%, José Manuel Hernández Peguero con 20.9% y Guarocuya Félix con el 8.3%. Fue proclamado oficialmente como candidato el 17 de octubre del 2019. Sin embargo, perdió la contienda electoral del 5 de julio del 2020  ante Faride Raful, del opositor Partido Revolucionario Moderno (PRM).